# La Nouvelle-Djolfa
Pour les articles homonymes, voir Djolfa (homonymie).

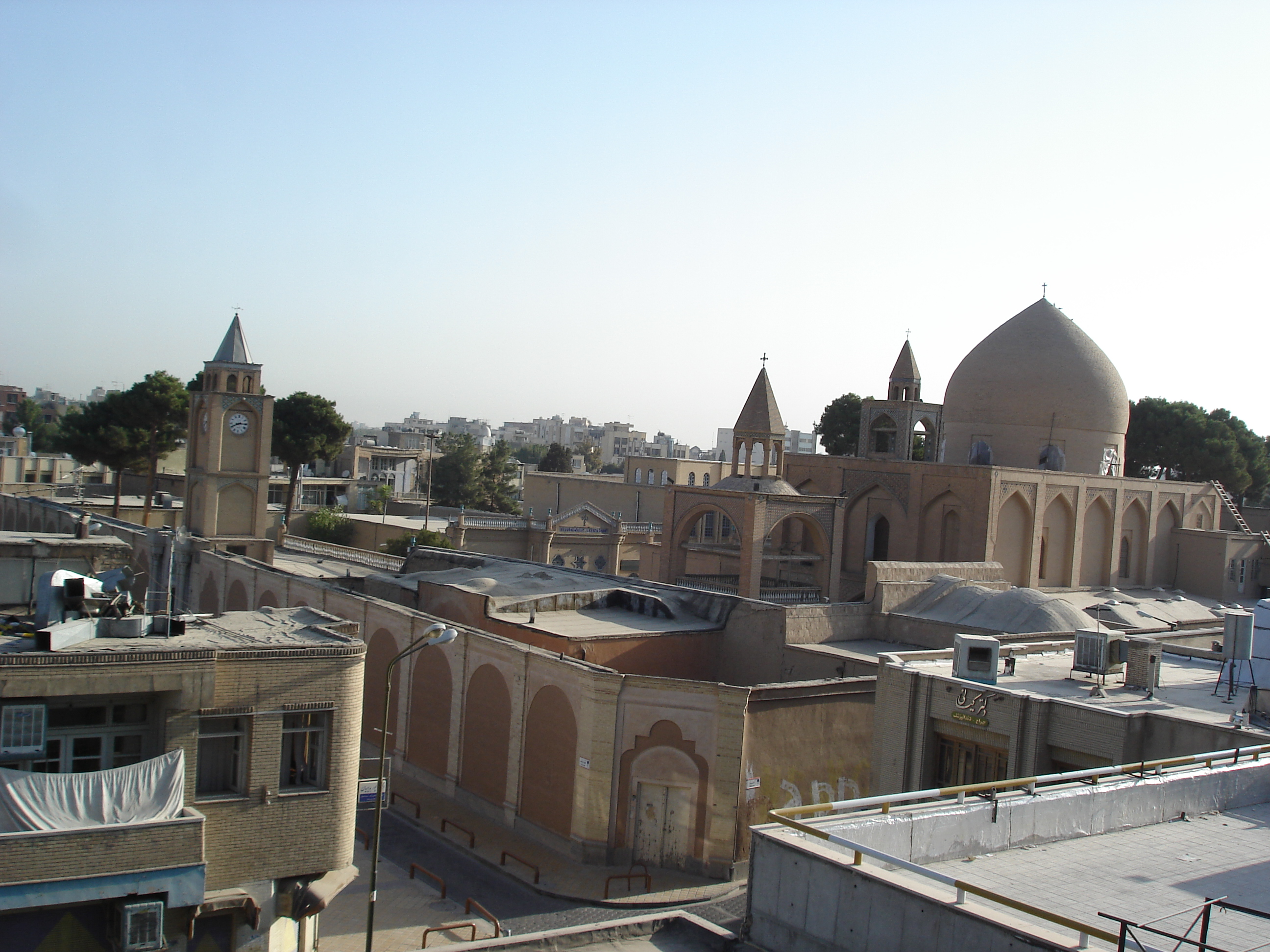
Vue de La Nouvelle-Djolfa.

La Nouvelle-Djolfa (en persan : نو جلفا / Now Jolfâ) ou Nor Djougha ou Nor Djoura (en arménien : Նոր Ջուղա) est le quartier arménien d'Ispahan, fondé en 1606 par Abbas Ier.

## Présentation
Ce quartier, haut lieu culturel des Arméniens d'Iran, est situé sur la rive sud de la rivière Zayandeh rud ; il est nommé ainsi d'après la ville de Djoulfa au Nakhitchevan d’où un très grand nombre d'Arméniens, déportés ici par le chah, étaient originaires,.

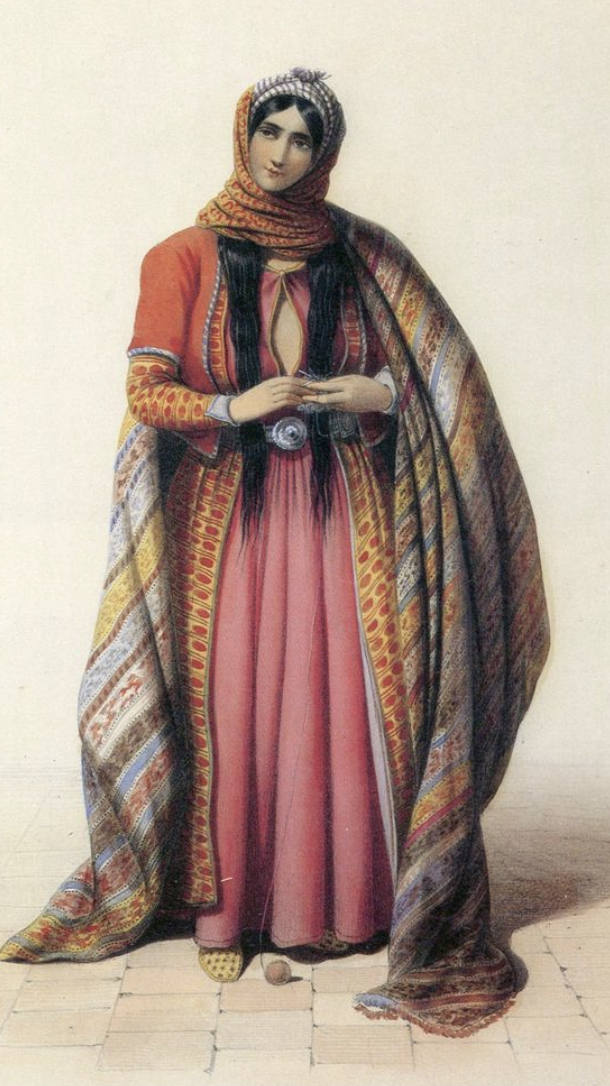
Femme arménienne de la Nouvelle-Djolfa, lithographie de Janeta Lanzh (1850).

Il abrite aujourd'hui encore une douzaine d'édifices religieux arméniens (un total de treize églises apostoliques, mais pour la plupart désacralisées depuis longtemps, dont la célèbre cathédrale Saint-Sauveur qui est, elle, toujours en activité).
Marcel et Jane Dieulafoy y font un long séjour en 1881 qu'ils décrivent dans leurs relations de voyages. Ils y sont accueillis par le père Pascal. Jane Dieulafoy décrit les coutumes des Arméniens de La Nouvelle-Djolfa, avec notamment la relation savoureuse d'un mariage auquel elle assiste, et raconte avec mesure les longues persécutions que cette communauté a subies de la part du pouvoir séfévide.

## Personnalités liées
- Le géographe français Xavier Hommaire de Hell y est mort en août 1848.
- Arby Ovanessian y est né.
- Bogdan Saltanov y est né.